# Mont Cithéron
Pour le roi mythologique, voir Cithéron (mythologie).
Le mont Cithéron (en grec ancien : Κιθαίρων / Kithaírōn ; en grec moderne : Κιθαιρώνας / Kitherónas) est une montagne grecque située entre les districts de Béotie et de l'Attique de l'Ouest, au bord du golfe de Corinthe, d'une altitude de 1 409 m.

## Origine du nom et mythologie
Le mont doit son nom au roi Cithéron. Héraclès a dû tuer le lion du mont Cithéron.
Le mont Cithéron est par ailleurs le lieu de naissance des enfants d'Antiope, Amphion et Zéthos.
Ce mont est également, d'après la légende, le lieu où des pâtres ont trouvé le mythologique Œdipe.
Dans les Bacchantes, la tragédie d’Euripide, Penthée, roi de Thèbes, alors qu’il est caché dans un arbre du mont pour épier la bacchanale, est découvert et mis en pièces par les ménades, à la tête desquelles figure sa propre mère et ses deux tantes, Ino et Autonoé. 